# Gustavo Domínguez

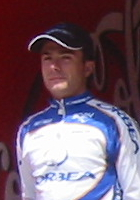
Gustavo Domínguez bei der Euskal Bizikleta 2005

Gustavo Domínguez (* 17. Oktober 1980) ist ein spanischer Radrennfahrer.
Er begann seine Karriere 2002 bei dem portugiesischen Radsportteam Carvalhelhos-Boavista. 2004 wechselte er zu Relax-Bodysol und ein Jahr später zu Orbea. Beim Grand Prix Internacional do Oeste belegte Domínguez den vierten Rang in der Gesamtwertung. 2006 wurde er Fünfter beim Sea Otter Classic und Dritter der Vuelta a Extremadura. Seit 2007 fährt Dominguez für das spanische Professional Continental Team Karpin Galicia. Bei der Trofeo Cala Millor-Cala Bona belegte er den siebten Platz und wurde dann in der Gesamtwertung der Mallorca Challenge 2007 Neunter.
Ende der Saison 2010 beendete er seine Karriere als aktiver Berufsradfahrer.

## Teams
- 2002 Carvalhelhos-Boavista
- 2003 Carvalhelhos-Boavista
- 2004 Relax-Bodysol
- 2005 Orbea
- 2006 Orbea
- 2007 Karpin Galicia
- 2008 Karpin Galicia / Xacobeo Galicia
- 2009 Xacobeo Galicia
- 2010 Xacobeo Galicia